# Kiesekamp
Die Mühlenwerke F. Kiesekamp waren ein deutsches Mühlenunternehmen in Münster, das von 1835 bis 1974 bestand.

## Geschichte
1835 errichtete	Ferdinand Kiesekamp eine Mühle an der Münzstraße in Münster. Die „Kiesekamp'sche Mühle“ wurde von einer Dampfmaschine der Hüttengewerkschaft und Handlung Jacobi, Haniel und Huyssen angetrieben. 1854 übernahm sein Sohn Wilhelm Kiesekamp (1836–1914) den Betrieb.

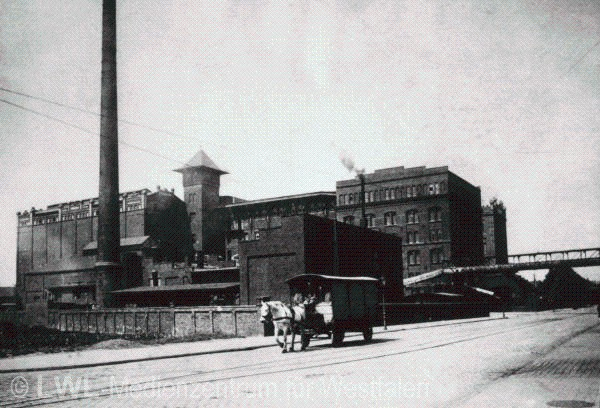
Pferdefuhrwerk an der Kiesekampschen Mühle, ca. 1900

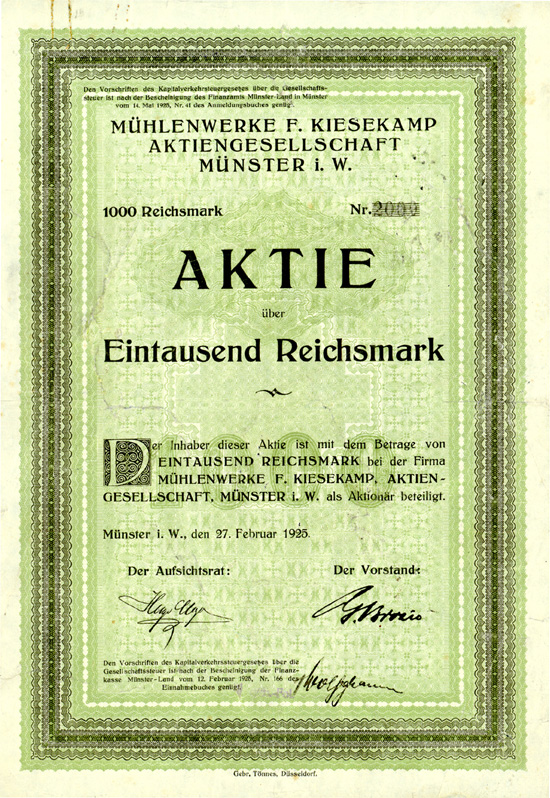
Aktie Kiesekamp 1925

1883 sicherte sich Kiesekamp ein Fabrikgrundstück unmittelbar am projektierten Dortmund-Ems-Kanal und kaufte 1886 ein weiteres Grundstück am Albersloher Weg dazu. 1891 verlegte er die Mühle in das künftige städtische Hafengebiet. Das Hafenbecken des 1899 eingeweihten Hafens endet jedoch einige Hundert Meter entfernt, so dass eine Transportbrücke über den Albersloher Weg gebaut werden musste. Mit 80 Arbeitern zählte der Betrieb 1907 zu den deutschen Großmühlen.

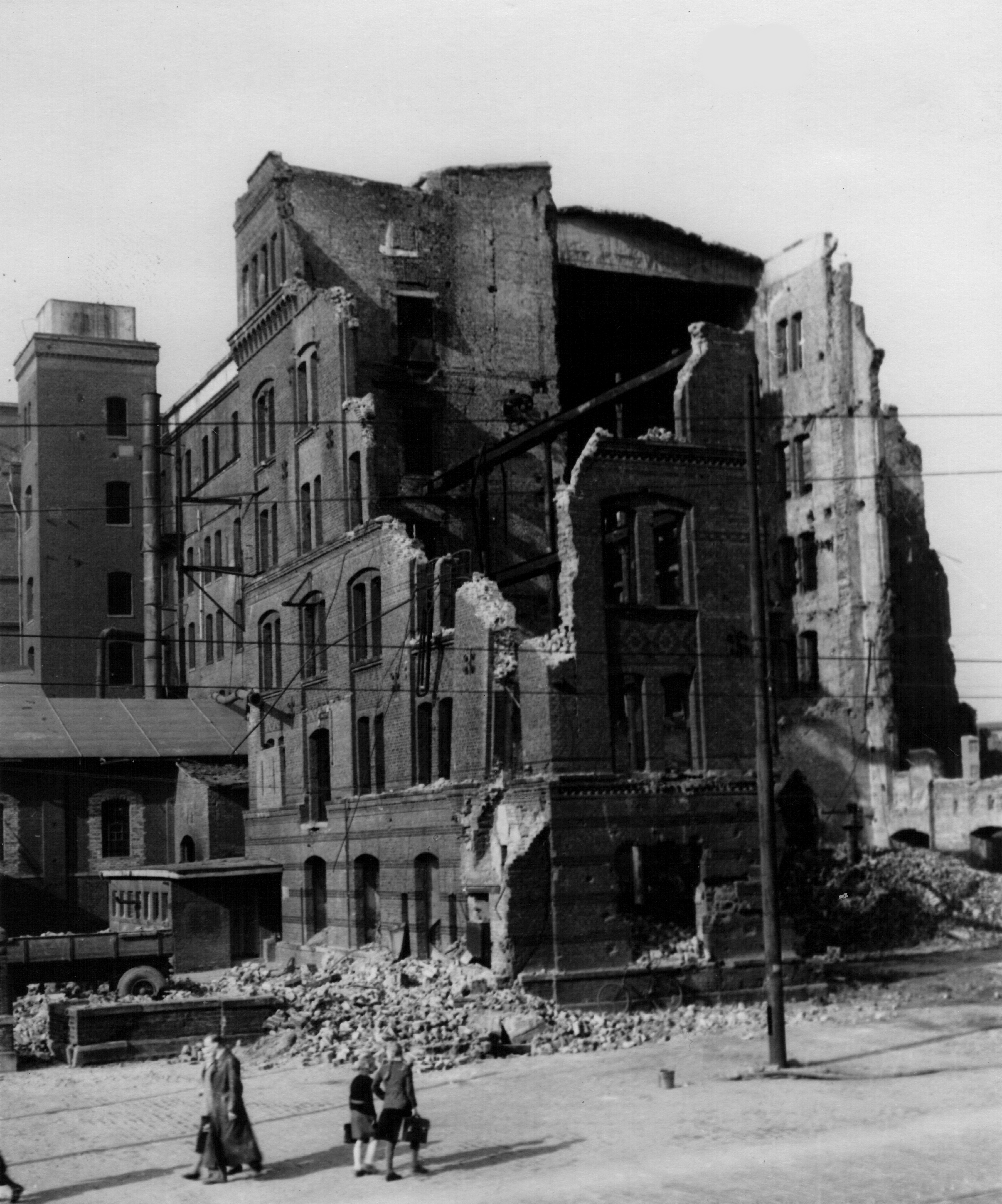
Die Mühlenwerke 1949 nach der Teilzerstörung

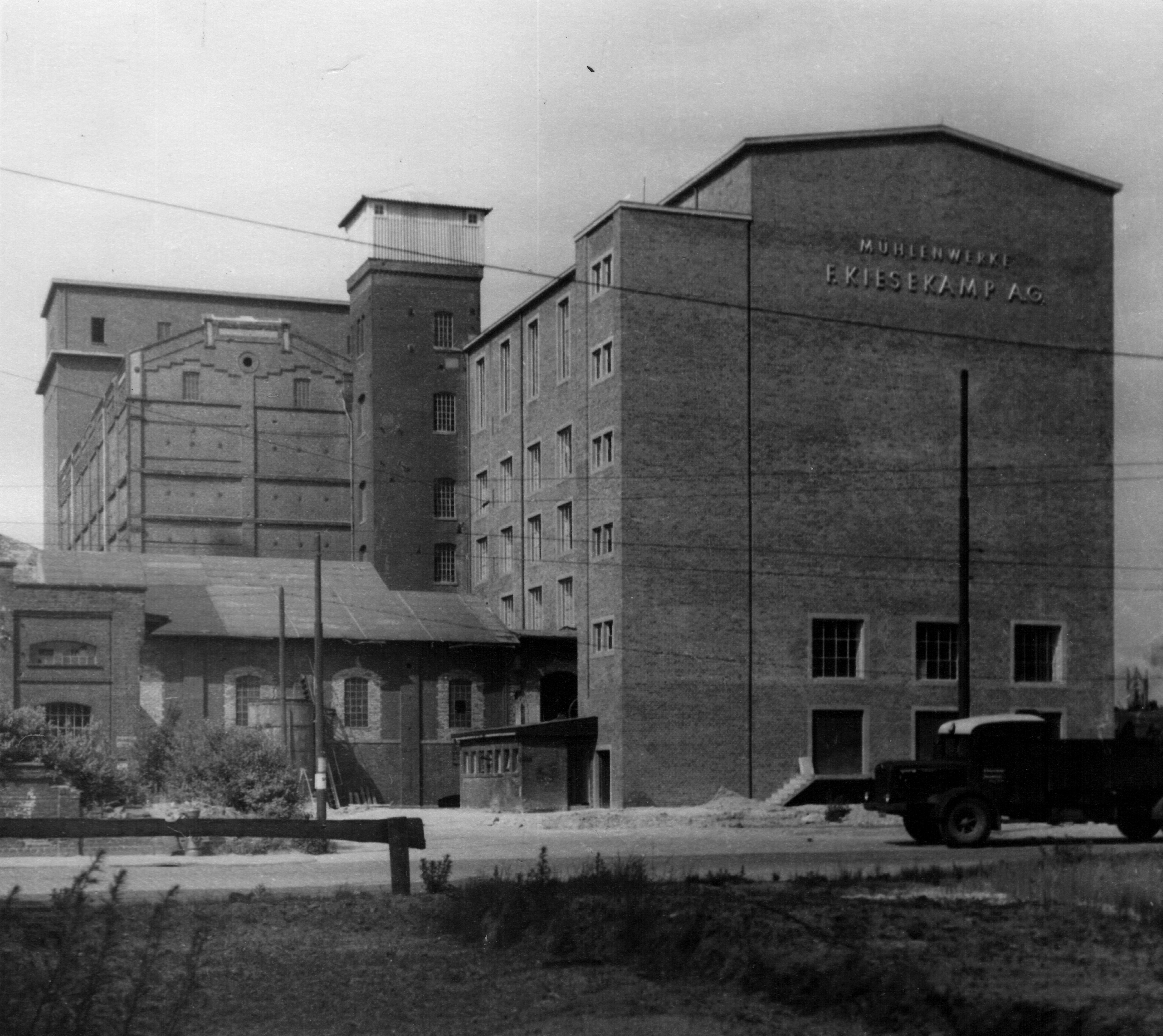
Die Mühlenwerke Sommer 1950 nach Wiederaufbau

Kommerzienrat Wilhelm Kiesekamp, seit 1864 mit der Schriftstellerin und Sängerin Hedwig Kiesekamp, geborene Bracht verheiratet, gehörte zu der Zeit zu den vermögendsten Kaufleuten von Münster. Er ließ für sich und seine Familie an der Hüfferstraße eine repräsentative Villa erbauen, die seit 1884 über Münsters ersten Telefonanschluss verfügte und jahrzehntelang im Mittelpunkt des kulturellen Lebens der westfälischen Metropole stand. Von 1889 bis 1913 war Kiesekamp Präsident der Industrie- und Handelskammer des Regierungsbezirks Münster. 1893 beteiligte er sich zudem an der von Heinrich Schulte-Altenroxel gegründeten Thabena Farming Association Ltd. in Südafrika.
Nach Wilhelm Kiesekamps Tod 1914 wurde das Unternehmen zunächst als „F. Kiesekamp Kommanditgesellschaft“ weitergeführt. Am 7. Februar 1925 erfolgte die Gründung einer Aktiengesellschaft mit 3 Millionen Mark Kapital. Sie übernahm am 27. Februar von der F. Kiesekamp KG deren Mühlenwerke nebst zugehörigen Grundstücken, Gebäuden und Maschinen unter der neuen Firma „Mühlenwerke F. Kiesekamp Aktiengesellschaft“.
Seit dem 2. April 1925 war Joseph Weiss (geb. 12. Januar 1874 in Mainz) Direktor der Firma, der sein Amt am 24. Juni 1933 wegen seiner jüdischen Herkunft niederlegen musste. Joseph Weiss zog in der Folge nach Berlin, von wo er am 1. November 1941 nach Lodz deportiert wurde wo er umkam.
In Folge der Weltwirtschaftskrise wurde am 25. Mai 1934 das Kapital auf 2 Millionen Mark herabgesetzt. Vorstandsmitglieder waren Wilhelm F. Schaub, Adolf Jünger, Hermann Kißler, Johannes Loest, Karl Wille und Gustav Wichtermann. Am 25. Februar 1943 fand die letzte ordentliche Hauptversammlung der Aktiengesellschaft statt. Nur kurz danach wurden bei den Luftangriffen auf Münster im Zweiten Weltkrieg sowohl die Villa in der Hüfferstraße als auch die Fabrikations- und Lagergebäude am Hafen zerstört.
1949–1950 wurden die Betriebsgebäude am Hafen nach Planung von Heinrich Bartmann wieder aufgebaut. Die Mehlproduktion stellte man 1956 ein, während die Kraftfutterproduktion noch bis 1974 betrieben wurde. 1982 bestand unter der Firma "DMV Lagerei und Verwaltungsgesellschaft mbH" eine Nachfolgegesellschaft. 1997 wurden die Mühlengebäude schließlich abgebrochen.

## Erinnerungskultur
- In Münster wurden die Straßen Kiesekampweg und Kiesekamps Mühle nach dem Unternehmerfamilie benannt.

## Schriftquellen
- Helene Albers und Ulrich Pfister (Hg): Industrie in Münster 1870-1970, Dortmund 2001, ISBN 978-3-925-22743-1
- Hartmut Dietz: Wilhelm und Hedwig Kiesekamp, Kommerz und Kultur gegen Ende des 19. Jahrhunderts in Münster, Westfälische Reihe, Münster 2016, ISBN 978-3-956-27462-6
- Handbuch der deutschen Aktiengesellschaften, Hoppenstedt, Berlin 1943